# Petrit Kumi
Pour les articles homonymes, voir Kumi.
Petrit Kumi, né à Tirana le 20 mai 1930, est un peintre et photographe albanais.